# رودخانه کریا

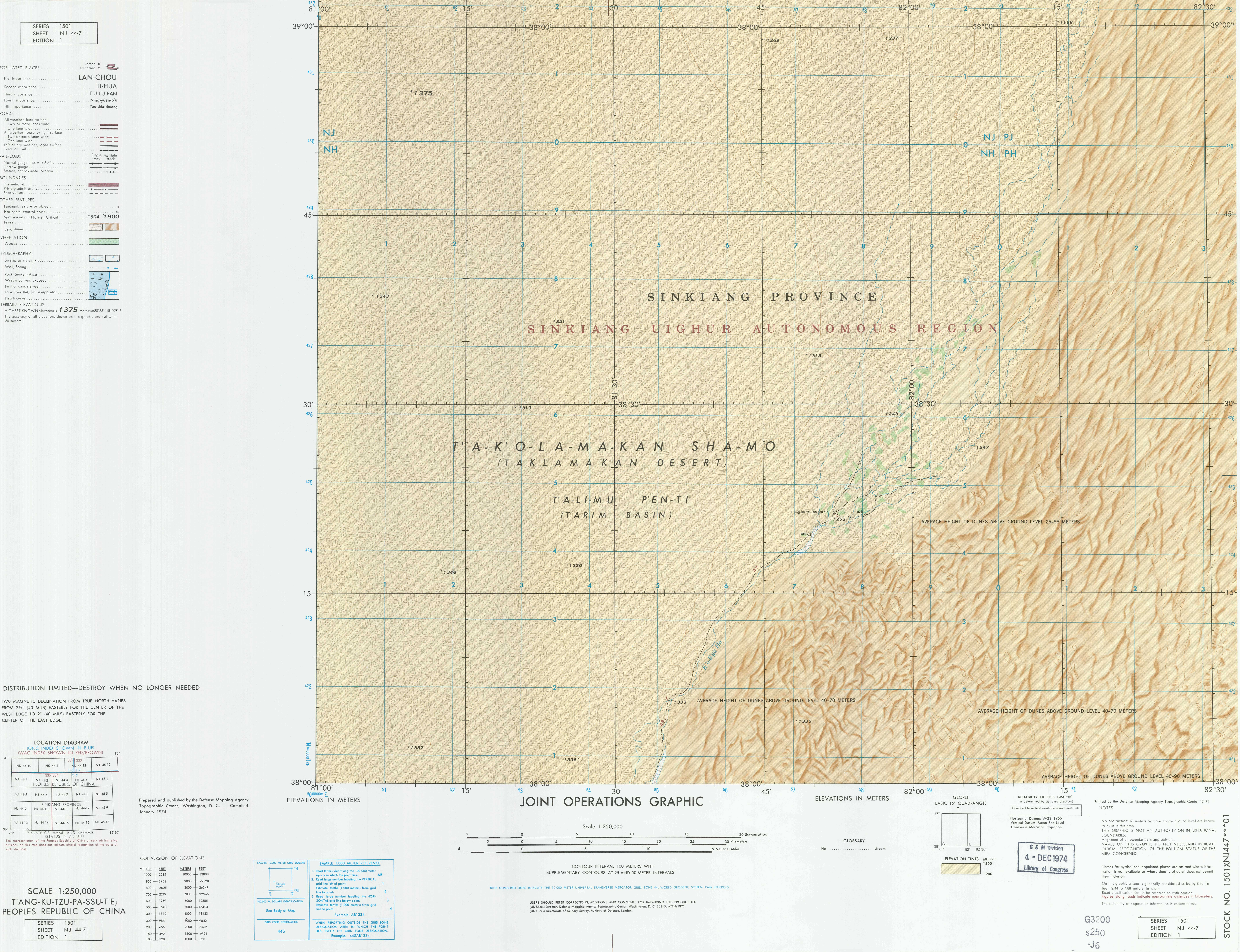
نقشه ای شامل بخشی از رودخانه کریا (با برچسب K'o-li-ya Ho) در صحرای تکله‌مکان (سازمان نقشه‌برداری دفاعی، ۱۹۷۴)

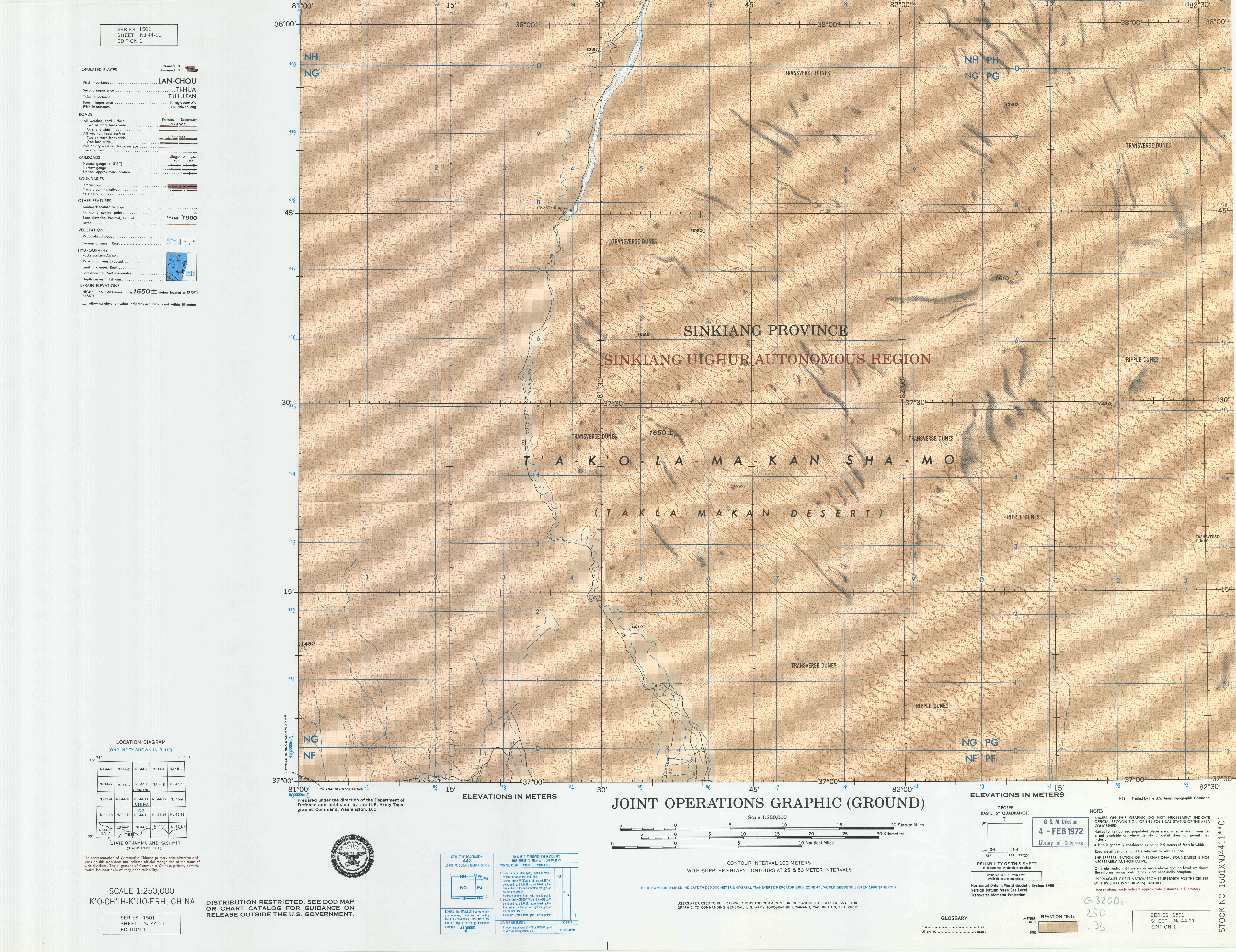
نقشه ای شامل بخشی از رودخانه کریا (با برچسب K'o-li-ya Ho) در صحرای تکله‌مکان (فرماندهی توپوگرافی ارتش ایالات متحده، ۱۹۷۰)

رودخانه کریا یا «کِریادَریا» در استان سین‌کیانگ چین جریان دارد. این رود به طول ۵۱۹ کیلومتر (۳۲۲ مایل) از رشته‌کوه کونلون شان به سمت شمال جاری می‌شود و وارد حوضه بسته تاریم می‌گردد؛ اما صدها کیلومتر قبل از رسیدن به رود تاریم در بیابان ناپدید می‌شود. تنها آبادی مهم کنار این رودخانه، شهر کریا در شرق ختن است. کریا منبع مهمی برای تأمین آب آبیاری است و همچنین، هم‌راستا با مسیر خود چندین واحه مهم تاریخی را سیراب می‌کند. حوضه آبخیز آن تقریباً ۷٬۳۵۸ کیلومتر مربع (۲٬۸۴۱ مایل مربع) را پوشش می‌دهد.

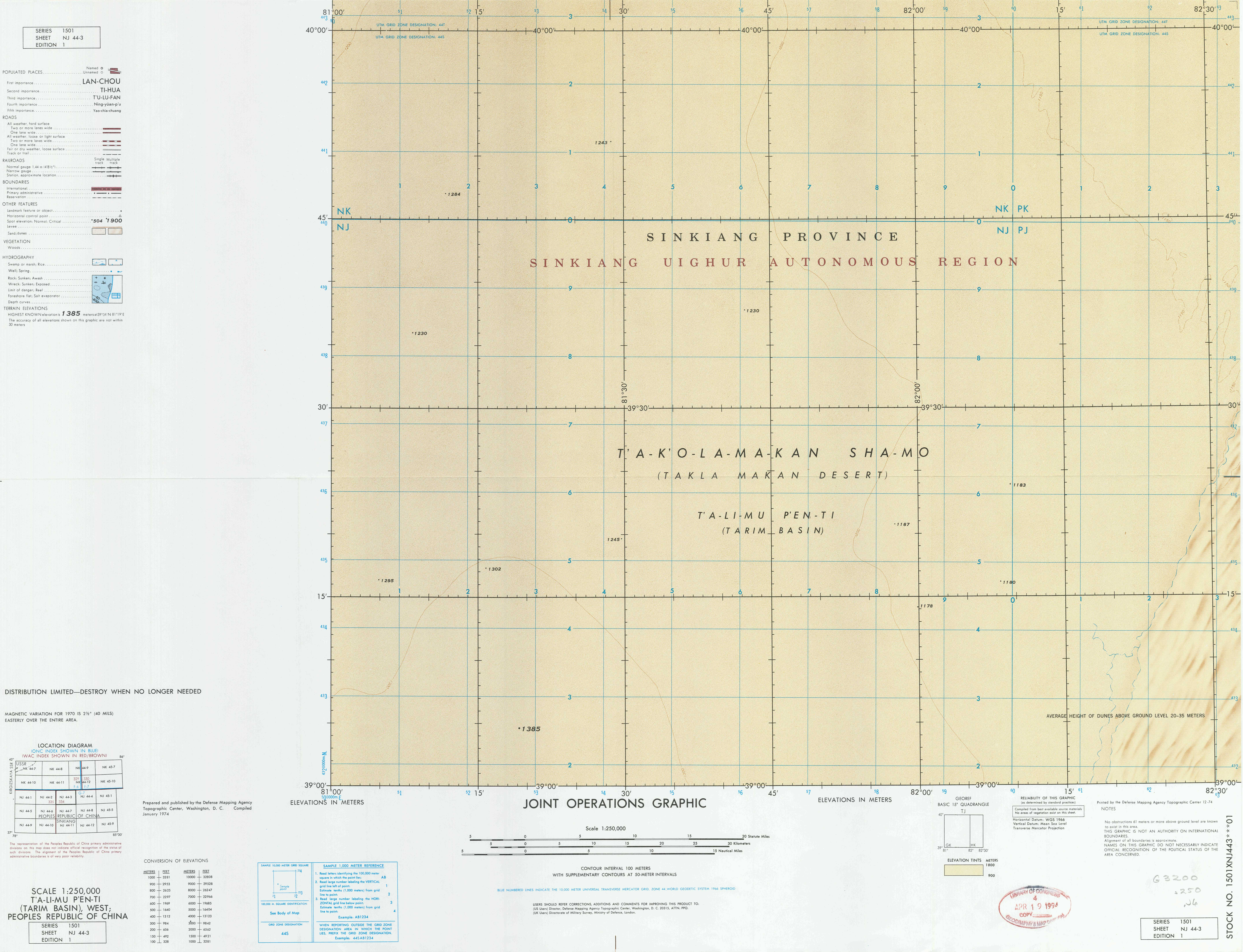
نقشه ای شامل بخشی از رودخانه کریا در صحرای تکله‌مکان (سازمان نقشه‌برداری دفاعی، ۱۹۷۴)

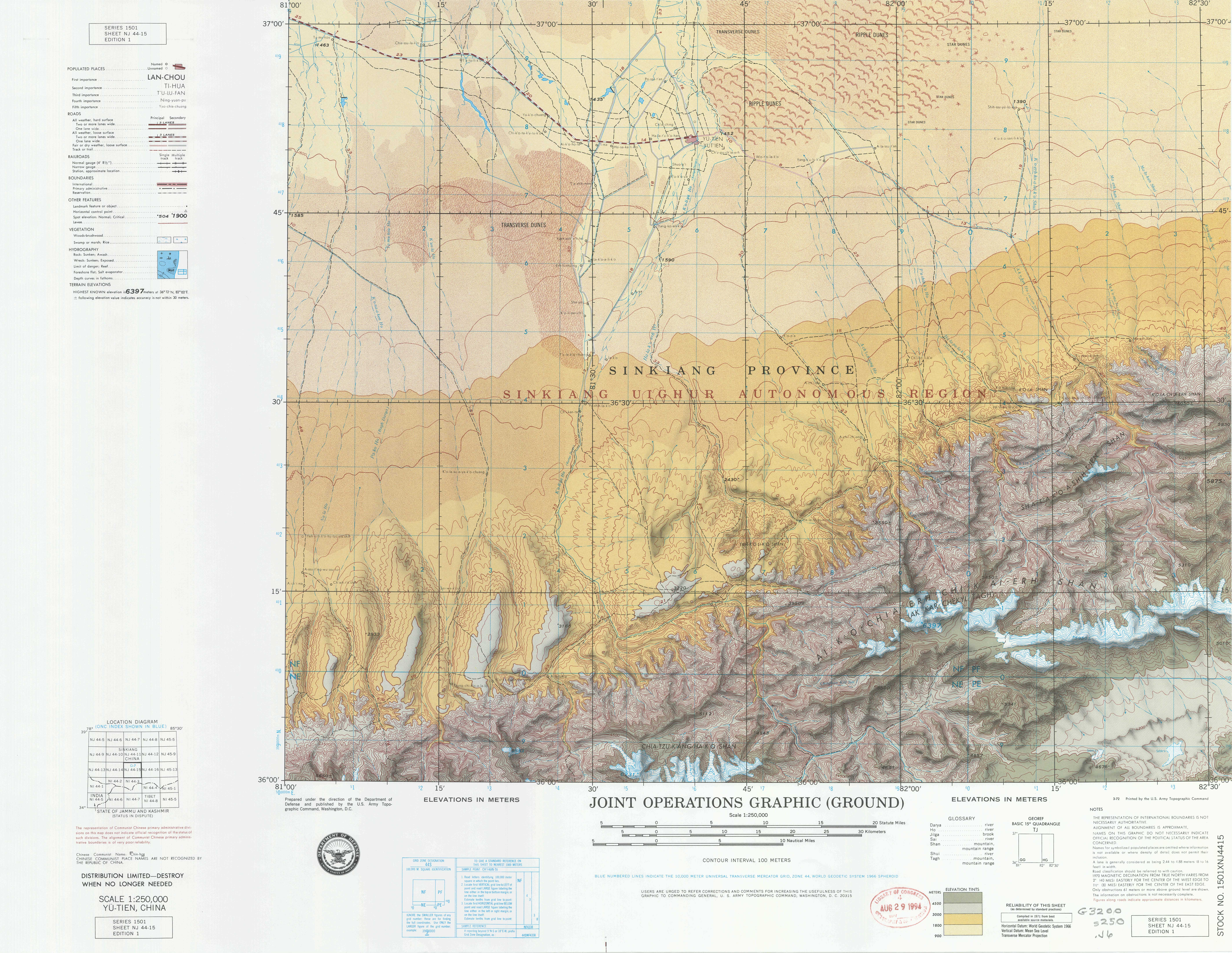
نقشه‌ای شامل بخشی از رودخانه کریا (با برچسب K'o-li-ya Ho (کریا دریا)) در صحرای تکله‌مکان (فرماندهی توپوگرافی ارتش ایالات متحده، ۱۹۷۱)

این رودخانه که در منطقه‌ای بسیار خشک واقع شده‌است، شدیداً به آب شدن یخچال طبیعی وابسته است که حدود ۷۱ درصد از جریان آن را تأمین می‌کند. حدود ۲۰ درصد از طریق نفوذ آب‌های زیرزمینی و تنها ۹ درصد از بارندگی مستقیم تأمین می‌شود. گزارش‌های تاریخی نشان می‌دهند که ممکن است این رودخانه تا ۲۰۰ سال پیش از میلاد به تاریم رسیده باشد، یعنی زمانی که آب و هوای منطقه مرطوب‌تر بوده و از آب بسیار کمتری در فعالیت‌های انسانی استفاده می‌شده‌است.